# Ионный микроскоп
Ионный микроскоп — микроскоп, в котором для получения изображения применяется создаваемый источником пучок ионов.

## Достоинства и недостатки
По принципу действия ионный микроскоп аналогичен электронному — прошедший через исследуемый объект пучок ионов фокусируется системой электростатических или магнитных линз и даёт на экране увеличенное изображение объекта, это изображение может быть сфотографировано. Преимущества: более высокая разрешающая способность — из-за того, что длина волны де Бройля для ионов значительно меньше, чем для электронов, в ионном микроскопе очень малы эффекты дифракции, которые ограничивают разрешающую способность микроскопа, меньшее влияние изменения массы ионов при больших ускоряющих напряжениях, лучшая контрастность изображения. Вместе с тем, ионный микроскоп обладает недостатками — заметной потерей энергии ионов при прохождении даже через очень тонкие объекты, что вызывает разрушение объектов, слабым фотографическим действием, большой хроматической аберрацией, разрушение люминофора экрана ионами.
Более эффективным оказался ионный микроскоп без линз — ионный проектор.